# Hieracium linifolium
Hieracium linifolium là một loài thực vật có hoa trong họ Cúc. Loài này được Lindeb. mô tả khoa học đầu tiên năm 1874.